# Хьюз, Филип (футболист, 1964)
Филип Энтони Хьюз (англ. Philip Anthony Hughes; род. 19 ноября 1964, Белфаст) — североирландский футболист, выступавший на позиции вратаря. По завершении игровой карьеры — тренер вратарей.

## Клубная карьера
Начал заниматься футболом в команде «Бернли». Воспитанник футбольной школы клуба «Манчестер Юнайтед», в академии которого находился с 1981 года, после окончания школы. В сезоне 1981/82 молодёжная команда «красных дьяволов» вышла в финал молодёжного Кубка Англии. Хьюз сыграл в обоих матчах, но команда потерпела поражение (6:7) от «Уотфорда». Несмотря на это, молодой вратарь не смог получить профессиональный контракт в манчестерском клубе и в январе 1983 подписал соглашений с клубом Второго дивизиона «Лидс Юнайтед».
В новой команде Хьюз стал дублёром вратаря сборной Шотландии Дэвида Харви, поэтому до конца сезона 1982/83 не сыграл ни одной игры, а в следующем розыгрыше он появился только в двух играх основной команды. В сезоне 1984/85 он сыграл четыре матча чемпионата и один в Кубке Англии.
Хьюз покинул «Лидс Юнайтед» летом 1985 года и перешёл в клуб Третьего дивизиона «Бери», где сразу стал основным вратарем. Он сыграл более 50 игр в течение сезона 1985/86 и помог команде занять 20-е место и не понизиться в классе, а в следующем сезоне он сыграл 32 матча чемпионата, прежде чем серьёзная травма плеча заставила досрочно завершить сезон. После травмы Хьюз снова стал основным вратарем в новый сезон, но в ноябре 1987 за 35 000 £ присоединился к «Уиган Атлетику». Отыграл за клуб следующие четыре сезона своей игровой карьеры. Большую часть времени, проведённого в составе «Уиган», был основным голкипером команды, проведя 99 матчей в чемпионате.
В 1991 году непродолжительное время Хьюз находился в клубе «Рочдейл», за который так и не дебютировал, и вскоре присоединился к клубу Четвёртого дивизиона «Скарборо». Он сыграл 21 матч за клуб во всех турнирах, после чего его карьера закончилась преждевременно, когда получил очередную травму плеча и был вынужден завершить профессиональную карьеру в возрасте 26 лет. После восстановления от травмы он непродолжительное время играл за клуб Северной Премьер-лиги «Гайзли».

## Карьера за сборную
Не сыграв ни одного матча в составе национальной сборной Северной Ирландии, Хьюз был включен в заявку команды на чемпионат мира 1986 года в Мексике. Там Фил был дублёром Пата Дженнингса и все матчи провёл на скамейке запасных.
15 октября 1986 года дебютировал за национальную сборную в отборочном матче к чемпионату Европы 1988 года против Англии (0:3) на «Уэмбли». В своей второй игре за сборную он сохранил свои ворота «сухими», когда команда сыграла вничью (0:0) на выезде с Турцией в том же квалификационном турнире. А свой последний третий матч за сборную провёл 18 февраля 1987, когда команда сыграла вничью (1:1) с Израилем в товарищеском матче.

## Карьера тренера
Свою первую тренерскую работу начал в команде «Лидс Юнайтед», где стал тренером вратарей, в том числе тренируя будущего вратаря сборной Англии Скотта Карсона. Позже Хьюз перешёл в «Гримсби Тауна», где работал с вратарём сборной Уэльса Дэнни Койном, а в 2004 году стал тренером вратарей в «Бернли», где тоже работал с Койном и помог команде получить повышение в английскую Премьер-лиги в 2009 году.
В январе 2010 года Хьюз вместе с главным тренером команды Оуэном Койлом перешёл в клуб Премьер-лиги «Болтон Уондерерс», где работал до увольнения Койла в 2012 году.
Летом 2013 присоединился к клубу «Уиган Атлетик» вскоре после того, как Койл был назначен на должность главного тренера этой команды. После увольнения Койла Хьюз остался в команде и работал в штабе его преемника Уве Рёслера до июня 2014 года. С начала 2015 года снова работал в штабе Койла в американском «Хьюстон Динамо», а после чего в 2016 снова вместе с Койлом Хьюз присоединился к «Блэкберн Роверс» на должность тренера вратарей, но уже в феврале 2017 года весь тренерский штаб покинул клуб.
2018 стал тренером вратарей и помощником главного тренера Джейми Фуллартона в «Галифакс Тауне».